# Bonte aalscholver
De bonte aalscholver (Phalacrocorax varius) is een vogel uit de orde van Suliformes. Het is een vrij grote, zwart wit gekleurde aalscholver die voorkomt in Australië en Nieuw-Zeeland.

## Kenmerken
De bonte aalscholver is 66 tot 81 cm lang en heeft een spanwijdte van 1,5 meter. Hij is de grootste van de zwart-wit gekleurde aalscholvers die in het verspreidingsgebied voorkomen. Hij heeft een witte buik, borst en hals. De achterkant van de hals en de bovenkant van de kop is zwart. Kenmerkend voor deze soort is de vleeskleurige snavel en de oranje-gele naakte huid tussen oog en snavel.

## Verspreiding en leefgebied
Het is een vogel van ondiepe, visrijke wateren met geleidelijk aflopende kustlijn, zoals baaien, riviermondingen, grote rivieren en meren. In West-Australië is het bijna uitsluitend een vogel van de kust, die het droge midden mijdt. In oostelijke Australië komt de vogel veel verder in het binnenland voor bij rivieren en meren. Verder komt de bonte aalscholver in vergelijkbaar habitat voor op (vooral) het Noordereiland van Nieuw-Zeeland.
De soort telt twee ondersoorten:
- P. v. hypoleucos: Australië en Tasmania.
- P. v. varius: Nieuw-Zeeland.

## Status
De bonte aalscholver heeft een enorm groot verspreidingsgebied en daardoor alleen al is de kans op de status  kwetsbaar (voor uitsterven) uiterst gering. De grootte van de populatie is niet gekwantificeerd. Er is geen aanleiding te veronderstellen dat de soort in aantal achteruit gaat. Om deze redenen staat deze soort als niet bedreigd op de Rode Lijst van de IUCN.